# Świadkowie Jehowy w województwie zachodniopomorskim
Świadkowie Jehowy w województwie zachodniopomorskim – wspólnota religijna Świadków Jehowy w województwie zachodniopomorskim. W wyniku Narodowego Spisu Powszechnego Ludności i Mieszkań 2011 określono liczbę osób na terenie województwa deklarujących swoją przynależność religijną do Świadków Jehowy na 8724. Natomiast liczba głosicieli według opracowania GUS „Wyznania religijne w Polsce 2019–2021” w roku 2021 wynosiła 7559. W lipcu 2024 roku na terenie województwa znajdowały się miejsca zebrań 86 zborów (w tym zboru języka migowego, zboru angielskojęzycznego, dwóch zborów rosyjskojęzycznych, dwóch zborów ukraińskojęzycznych oraz grupy polskojęzycznej na oddaleniu).

## Historia

### Początki

#### Początek XX wieku

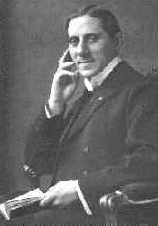
Hermann Herkendell – jeden z pielgrzymów odwiedzających zbory (1910–1920)

Działalność rozpoczęli niemieccy współwyznawcy na początku XX wieku (na terenie należącym wtedy do Cesarstwa Niemieckiego). Powstały grupy wyznawców w Szczecinie (w tym na obecnym osiedlu Dąbie), Stargardzie, Sianowie i Goleniowie.
Wiosną 1906 roku w Szczecinie, gdzie było już kilkoro wyznawców,  wykład biblijny wygłosił przedstawiciel niemieckiego biura, pielgrzym Otto A. Kötitz.
W latach 1910–1920 grupy w Szczecinie (1913, 1916, 1917, 1919), Goleniowie (1915, 1920), Koszalinie (1918), Sianowie (1910, 1911), Stargardzie (1918) i Sławnie (1920) odwiedzał przedstawiciel niemieckiego biura, pielgrzym Hermann Herkendell (1889–1926).
W roku 1913, 1916 i 1917 zbory w Szczecinie, Altdamm (1917), Goleniowie (1913, 1917), Stargardzie (1913, 1917) i Policach (1916) odwiedził Paul Balzereit.
W 1914 roku zbór w Szczecinie liczył około 30 osób.
23 maja 1915 roku kongres odbył się w Szczecinie (Logenhaus, Große Wollweberstr. 64). Działało wówczas na tym terenie 75 wyznawców, w 1919 roku – 105 w mieście i 21 w nowo powstałym zborze w Altdamm, czyli w sumie 126 wyznawców. W roku 1925 – łącznie 267. Rok później zanotowano liczbę 331, a w 1927 – 368 (w tym 66 w Altdamm) osób. Kolejne kongresy odbyły się w Szczecinie, Stargardzie i Goleniowie w styczniu 1917 roku, w listopadzie 1918 roku i lutym 1919 roku w Szczecinie.
W roku 1915, 1919, 1920 oraz 1921 zbory w Koszalinie, Białogardzie, Bobolicach, Stargardzie, Sławnie, Malechówku, Szczecinku, Czaplinku, Złocieńcu, Goleniowie, Policach, Choszcznie, Darłowie, Gryficach, Kamieniu Pomorskim i Bornym Sulinowie odwiedzał pielgrzym Bernhard Buchholz.
W roku 1916 i 1917 zbory w Szczecinie, Dąbiu, Policach, Lubczynie, Goleniowie i Pyszce odwiedził pielgrzym Max Cunow.
W latach 1917–1919 zbory w Szczecinie, Goleniowie, Stargardzie i Lubczynie odwiedzał pielgrzym Karl Wellershaus.
W maju 1917 roku Dramat Eureka (skrócona wersja Fotodramy stworzenia) został wyświetlony w Szczecinie (6–8.05), Goleniowie (16–18.05) i Stargardzie (13–15.05).
W 1919 roku grupy w Goleniowie, Lubczynie oraz w Przypólsku liczyły ogółem 22 wyznawców.
W 1920 roku wykłady wygłaszano w Sławnie i okolicach, w Koszalinie i Darłowie, liczba obecnych wynosiła od kilkuset do tysiąca osób.
W marcu 1922 roku zbory w Koszalinie i Sławnie odwiedził pielgrzym Alfred Decker.
W roku 1924 na dorocznej uroczystości Wieczerzy Pańskiej w Szczecinie było obecnych 197 osób, w Koszalinie – 44, a w Altdamm – 38 osób.
W 1925 roku grupa wyznawców w Goleniowie skupiała ok. 40 osób, w 1927 – 50.
W 1925 roku baron von Tornow odwiedzał zbór w Sławnie. Albert F. Rekett otrzymał zadanie budowy drewnianego obiektu dla powiększenia drukarni Towarzystwa Strażnica w Niemczech. Został on wybudowany w Sławnie, a następnie przetransportowany koleją do Barmen w Wuppertalu. Później Rekett został wolontariuszem w Betel, a od 1928 roku odwiedzał również zbory w Kassel, Hanowerze i Królewcu.
W 1926 roku pielgrzymi odwiedzali zbory w Białogardzie, Bobolicach, Czaplinku, Dąbiu, Drawsku Pomorskim, Dygowie, Goleniowie, Grabowie, Gryficach, Kamieniu Pomorskim, Kołobrzegu, Koszalinie, Malechówku, Płotach, Runowie, Sławnie, Stargardzie, Stepnicy, Szczecinie, Szczecinku, Świdwinie, Świnoujściu, Warninie i Złocieńcu.

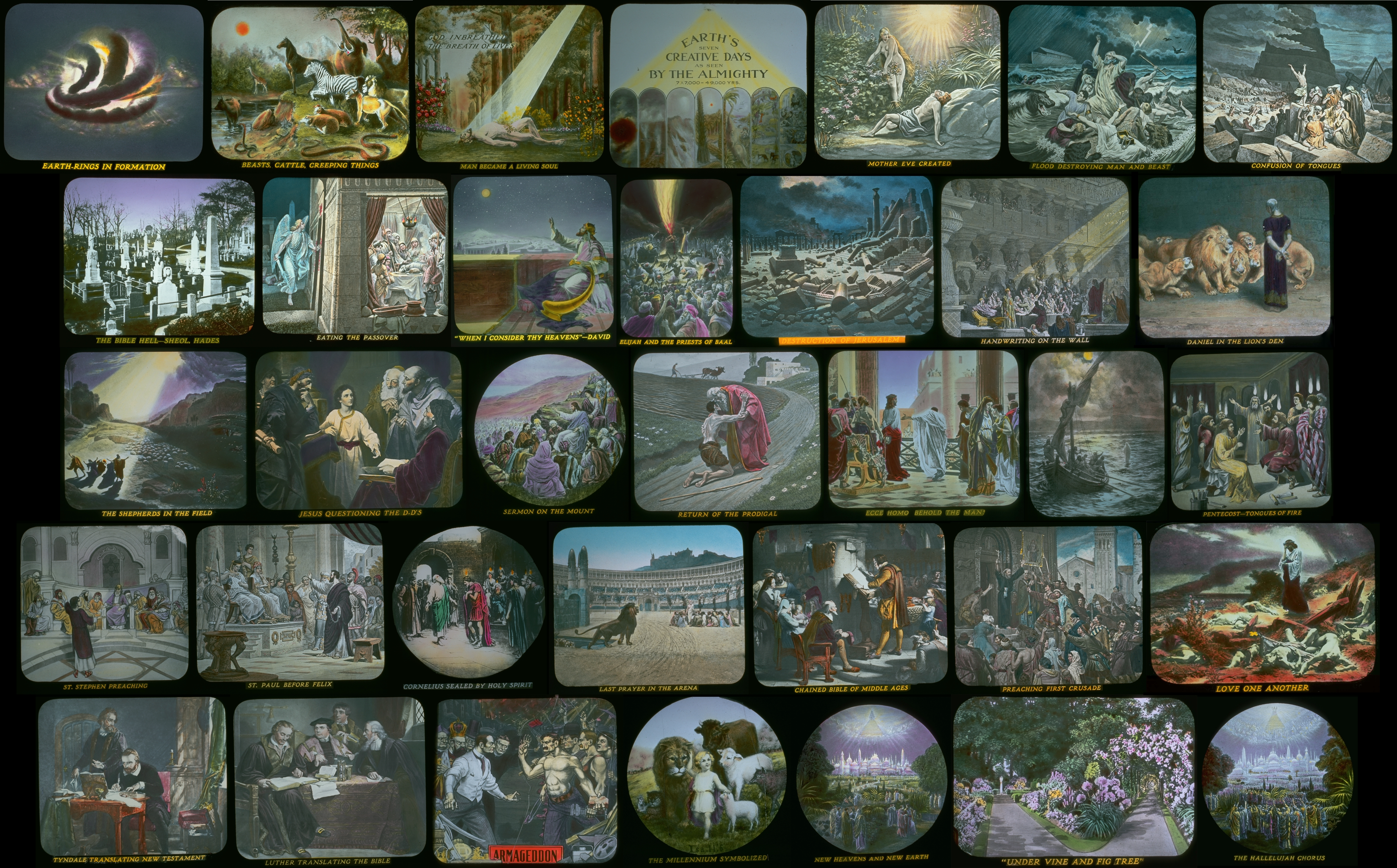
Fotodrama stworzenia wyświetlana była w Szczecinie od roku 1928 (jej skrócona wersja – Dramat Eureka, wyświetlany był w Szczecinie, Goleniowie i Stargardzie już w roku 1917)

W 1928 roku rozpoczęto wyświetlanie nowego filmu Dramat stworzenia – późniejszej niemieckiej wersji Fotodramy stworzenia, której taśmy w tym kraju uległy już zniszczeniu i pokazano go m.in. w kilku miastach na Pomorzu, również w Szczecinie (tam Erich Frost po raz pierwszy zapewnił temu filmowi właściwy akompaniament muzyczny).

#### Lata 30. XX wieku
W lipcu 1931 roku Świadkowie Jehowy (przyjęcie nowej nazwy) zorganizowano dwudniowe zgromadzenia m.in. w Goleniowie, Szczecinku i Stargardzie, a w roku 1932 w Szczecinie (6, 7 sierpnia, przy Kronprinzenstr. 10), Sławnie (23, 24 kwietnia i 28, 29 maja, przy Kösliner Vorstadt 64), Drawsku Pomorskim (30 kwietnia, 1 maja, przy Gr. Mühlenstr. 2) i Koszalinie (7, 8 maja, przy Am Kamp 29a).
30 września 1931 roku pielgrzym o nazwisku Rahbe odwiedził zbór w Bytowie.
Wiosną 1933 roku niemieckojęzyczne zbory w Szczecinie, Dąbiu, Dygowie, Goleniowie, Kamieniu Pomorskim, Stepnicy, Pełczycach, Policach (Jasienicy), Stargardzie, Krzywnicy, Runowie, Świdwinie, Drawsku Pomorskim, Czaplinku, Sikorach, Szczecinku, Bobolicach, Sławnie, Koszalinie, Białogardzie, Sulechówku, Sianowie i Warninie odwiedził pielgrzym o nazwisku Kiper. 1 maja 1933 roku zbór w Złocieńcu odwiedził pielgrzym Englel.
Od 1936 roku oraz już w czasie II wojny światowej wielu wyznawców zostało wywiezionych do obozów koncentracyjnych, wielu z nich tam zginęło (m.in. ze Szczecina oraz z Koszalina i Sławna).

### Okres powojenny
1946
Głosiciele działali m.in. w Szczecinie (gdzie w Golęcinie mieściła się ich Sala Królestwa, jednymi z pierwszych głosicieli byli Chacholski i Kuligowski z Trójmiasta), Ińsku, Świnoujściu, Koszalinie i Stargardzie. Oficjalnym przedstawicielem Biura Oddziału Świadków Jehowy był m.in. Tomasz Piela z Warszkowa. Działał też zbór w Sławnie.
W kwietniu na uroczystości Wieczerzy Pańskiej (Pamiątce) w Myśliborzu z całego terenu od Szczecina, Piły pod Zieloną Górę obecnych było 27 osób.
Po zakończeniu wojny Świadkowie Jehowy organizowali większe zgromadzenia, m.in. w Szczecinie, Koszalinie i Stargardzie. 
1947
Na terenie województwa szczecińskiego działało 35 zborów. 
W dniach od 22 do 24 sierpnia w Szczecinie odbyło się zgromadzenie z udziałem ponad 1600 obecnych. Nazajutrz, 25 sierpnia w Świnoujściu zorganizowano wyjazdową kampanię służby kaznodziejskiej.
1948
W Międzyzdrojach działało około 12 głosicieli. W Stargardzie odbyła się konwencja, na której obecnych było ponad 600 osób.

### Prześladowania

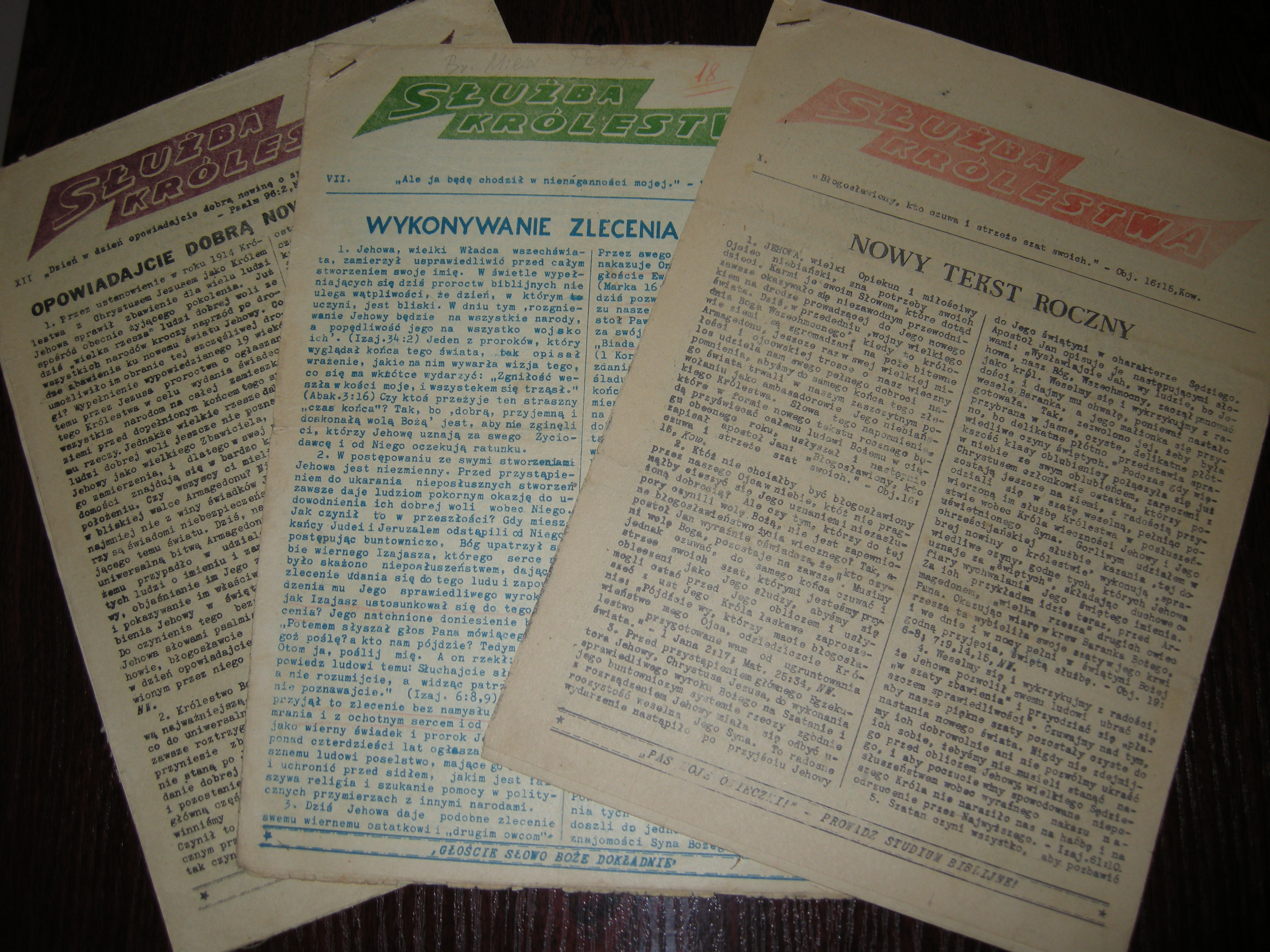
Publikacje Świadków Jehowy („Nasza Służba Królestwa” z lat 50. XX w.) drukowano potajemnie w okresie zakazu działalności również na terenie obecnego województwa zachodniopomorskiego

Dochodziło do coraz częstszych zatrzymań i konfiskat publikacji. W maju 1949 podczas pierwszego dnia zgromadzenia obwodowego w Szczecinie aresztowano obecnych, następnego dnia było ponad 1000 obecnych. Milicjanci aresztowali kolejno 27 mówców.
W roku 1950 władza skonfiskowała szczecińską Salę Królestwa przy ul. Pokoju 1. Zebrania odtąd odbywały się w mieszkaniach wyznawców (m.in. w szczecińskich Podjuchach, Klęskowie, Skolwinie). Według szacunków Wojewódzkiego Urzędu Bezpieczeństwa wiosną 1950 roku na terenie województwa szczecińskiego działało 59 grup. Ustalił też informacje o 1445 głosicielach mieszkających w województwie szczecińskim i oszacował liczbę głosicieli oraz osób zainteresowanych na około 2700. W czerwcu 1950 roku według kolejnych szacunków WUB w województwie szczecińskim działało 21 grup i co najmniej 1600 głosicieli, a w województwie koszalińskim 30 grup i około 1000 głosicieli.
W latach 1950–1952 MBP aresztowało kilkudziesięciu wyznawców w Szczecinie, Stargardzie i innych miejscach. Od tego roku działalność prowadzona była konspiracyjnie. W województwie szczecińskim poza główną akcją aresztowań z czerwca, 5 lipca 1950 roku przeprowadzono następną, podczas której aresztowano kolejnych głosicieli. Według niepełnych danych na dzień 8 lipca 1950 roku liczba aresztowanych w województwie wynosiła 76 osób. Do 5 sierpnia liczba wzrosła do 96 osób, 11 osób zostało zwolnionych, a 85 pozostawało w areszcie. Na koniec 1950 roku w województwie szczecińskim spośród 77 aresztowanych, 26 zostało skazanych na bezwzględne kary pozbawienia wolności. Natomiast w województwie koszalińskim spośród 60 aresztowanych, 28 zostało skazanych na bezwzględne kary pozbawienia wolności.
W maju 1952 roku w Szczecinie aresztowano nadzorcę obwodu, Alojzego Prostaka z Krakowa. Po 2 latach pobytu w areszcie zmarł. W latach 1952-1953 Komisja Specjalna do Walki z Nadużyciami i Szkodnictwem Gospodarczym w Warszawie prowadziła sprawę „Przechowywanie oraz rozpowszechnianie literatury przez członków związku świadków Jehowy - niepracującą i robotników ze Złocieńca woj. koszalińskie”. W czasie zakazu działalności (od początku lat 50. do końca lat 80. XX w.) organizowano potajemne zgromadzenia, tzw. konwencje leśne. Publikacje Świadków Jehowy drukowano potajemnie w różnych miejscach na terenie obecnego województwa zachodniopomorskiego, m.in. w Stargardzie, gdzie w roku 1970 za posiadanie nielegalnej drukarni skazano na 3 lata więzienia jednego z tamtejszych wyznawców. Również inni tutejsi Świadkowie Jehowy za działalność religijną oraz za odmowę służby wojskowej byli skazywani na kilkuletnie kary pozbawienia wolności. W latach 1980–1990 Sądy Wojskowe Okręgu Koszalińskiego rozpoznały łącznie 137 spraw odmowy służby wojskowej, wydając wyroki średnio w przedziale od 2 lat i 6 miesięcy do 3 lat i 6 miesięcy pozbawienia wolności. 21 z tych osób pochodziło z powiatu kołobrzeskiego.

#### Czas „odwilży”
Pod koniec 1977 roku Daniel Sydlik z Ciała Kierowniczego spotkał się z niektórymi wyznawcami z terenu obecnego województwa.
Szczególnie od 70. XX wieku głosiciele w lecie prowadzą grupową wyjazdową działalność kaznodziejską na terenach, gdzie jest mniej wyznawców (dawne nazwy: grupy pionierskie, ośrodki pionierskie, obozy pionierskie). Pod koniec lat 70. XX wieku niektórym Świadkom udało się wyjechać na kongresy poza granice Polski – najpierw do Lille we Francji, potem do Kopenhagi w Danii, w roku 1980 („Miłość Boża”) i w 1981 do Wiednia, a w latach 90. XX wieku i w XXI wieku delegacje z tutejszych zborów były na kongresach międzynarodowych oraz specjalnych m.in. w Niemczech, Ekwadorze, Korei Południowej, Finlandii, Francji, Gruzji, Islandii, Rosji, Szwecji, Czechach, Danii, Stanach Zjednoczonych, Kanadzie, na Węgrzech i na Ukrainie.

### Rozwój działalności

#### Kongresy i zgromadzenia
Kongresy regionalne na terenie województwa odbywają się w Netto Arena w Szczecinie oraz w Hali Widowiskowo-Sportowej w Koszalinie.
Od lat 80. XX wieku do początku XXI wieku zgromadzenia odbywały się w szczecińskich i koszalińskich halach oraz stadionach (w latach 90. XX wieku m.in. w Hali Gwardii Koszalin.
Kongresy w Szczecinie odbyły się na Stadionie Miejskim przy ul. Karłowicza (1984, 1986, 1987, 1988, 1990, 1991, 1992, 1993, 1994, 1995, 1996, 2004, 2010, 2011, 2012 (przeszło 8 tysięcy obecnych), 2013, 2014), na Stadionie Arkonii (1997, 1998, 1999, 2000, 2001, 2002, 2003, 2005, 2007, 2008 (ochrzczono 85 osób), 2009), w Netto Arena (Hali Azoty) (2015, 2016 (ponad 5 tysięcy obecnych, ochrzczono 30 osób), 2017 (5589 obecnych), 2018 (ponad 5600 obecnych), 2019 (5768 obecnych)), 2023, 2024 (5086 obecnych, ochrzczono ponad 20 osób).
W Koszalinie kongresy odbyły się na Stadionie Gwardii (1996, 1997, 1998, 1999, 2000, 2001, 2002, 2003, 2004, 2005, 2007, 2008, 2010), w Amfiteatrze (2011, 2012, 2014), w Hali Widowiskowo-Sportowej (2015, 2016, 2017, 2018) 2023, 2024.
Dodatkowo kongresy regionalne w 2018 i 2019 odbyły się w Sali Zgromadzeń w Mostach.

#### Sala Zgromadzeń
W Sali Zgromadzeń w Mostach odbywają się zgromadzenia obwodowe, z których korzystają zachodniopomorskie, częściowo lubuskie zbory oraz zbory z okolic Słupska – około 9 tysięcy wyznawców. Obiekt wzniesiono od podstaw w ciągu 9 miesięcy przez wolontariuszy ze 126 zborów. Uroczyste otwarcia odbyło się 12 grudnia 2009 roku. Audytorium głównej sali posiada prawie 1000 miejsc siedzących. W miejscowości znajduje się również Sala Królestwa (dla dwóch zborów: Maszewo i Goleniów).

#### Sale Królestwa
Od początku lat 90. XX wieku rozpoczęto budowę Sal Królestwa. Jedna z pierwszych powstała w Stargardzie (1990 i 1999). W następnych latach powstały kolejne (m.in. s Gryficach (1997), Kołobrzegu (1998), Policach (2018), Szczecinku (2019), Nowogardzie (2024)).

#### Działalność w zakładach karnych
Świadkowie Jehowy prowadzą także biblijną działalność wychowawczą w zakładach karnych i aresztach na terenie województwa (Nowogard, Stargard, Goleniów, Międzyrzecz, Świnoujście, Koszalin, Złotów, Czarne, Wierzchowo, Szczecinek i Stare Borne)), prowadząc bezpłatne kursy biblijne z więźniami. Niektórzy skazani dzięki temu dokonali niezbędnych zmian w swym postępowaniu, by mogli zostać ochrzczeni.

#### Bezkrwawa chirurgia
W Wojewódzkim Szpitalu Zespolonym w Szczecinie tamtejszy zespół operuje Świadków Jehowy bez krwi.

#### Działalność kaznodziejska
W 2008 roku na terenie województwa działały 123 zbory. W 2010 roku było 8655 głosicieli w 123 zborach oraz 66 Sal Królestwa. W latach 2012–2020 nastąpiła reorganizacja zborów, wskutek czego zbory stały się większe i lepiej zorganizowane, lecz ich liczba zmniejszyła się.
W roku 2013 rozpoczęto specjalne świadczenie publiczne na terenie wielkomiejskim obejmujące Szczecin. Wdrożono też program świadczenia publicznego na terenie poszczególnych zborów za pomocą wózków z bezpłatną literaturą biblijną.
W 2015 roku było 8278 głosicieli w 87 zborach. W roku 2018 liczba głosicieli wynosiła 7628 należących do 82 zborów. W 2021 roku było 7559 głosicieli należących do 85 zborów, w których usługiwało 624 starszych zboru.
Działalność prowadzona jest również wśród obcokrajowców. Oprócz zebrań zborowych w języku polskim i polskim migowym, organizowane są w języku angielskim, rosyjskim i ukraińskim (do 2020 roku też w języku wietnamskim, a do 2021 roku również w języku niemieckim).

#### Kursy
W grudniu 2015 roku w Szczecinie zakończyła naukę 5 klasa Kursu dla Ewangelizatorów Królestwa, a w grudniu 2017 w Kołobrzegu – 19 klasa tego kursu.

#### Pomoc humanitarna
Od końca lutego 2022 roku rozpoczęto organizowanie pomocy dla Świadków Jehowy z Ukrainy, uchodźców – ofiar inwazji Rosji. W tym celu na terenie województwa powołano jeden z 16 Komitetów Pomocy Doraźnej działających w Polsce, składający się z przeszkolonych wolontariuszy.

## Zbory

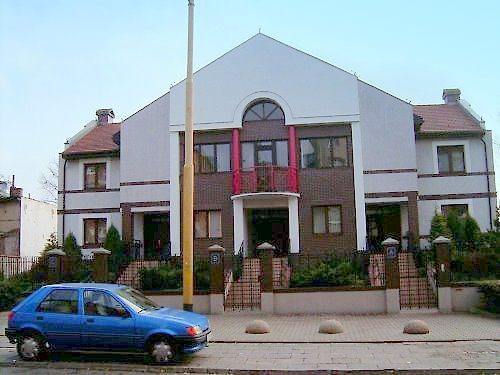
Kompleks 3 Sal Królestwa w Szczecinie, w którym na zebraniach chrześcijańskich zgromadza się 11 zborów

Poniższa lista obejmuje zbory zgromadzające się na terenie województwa:
Na terenie miast na prawach powiatu
- Koszalin: 7 zborów: Lechicka, Morska, Północ, Rokosowo, Rosyjski, Ukraiński, Wschód
- Szczecin: 22 zbory: Angielski, Bukowe, Dąbie, Grabowo, Gumieńce, Krzekowo, Migowy, Niebuszewo, Nowe Centrum, Ogrody, Osiedle Książąt, Platany, Pocztowa, Pogodno, Południe, Przyodrze (Sala Królestwa: Police), Reda, Rosyjski, Słoneczne, Stare Miasto, Szmaragdowe, Ukraiński
- Świnoujście: 3 zbory: Warszów, Wschód, Zachód[106]

Na terenie powiatów

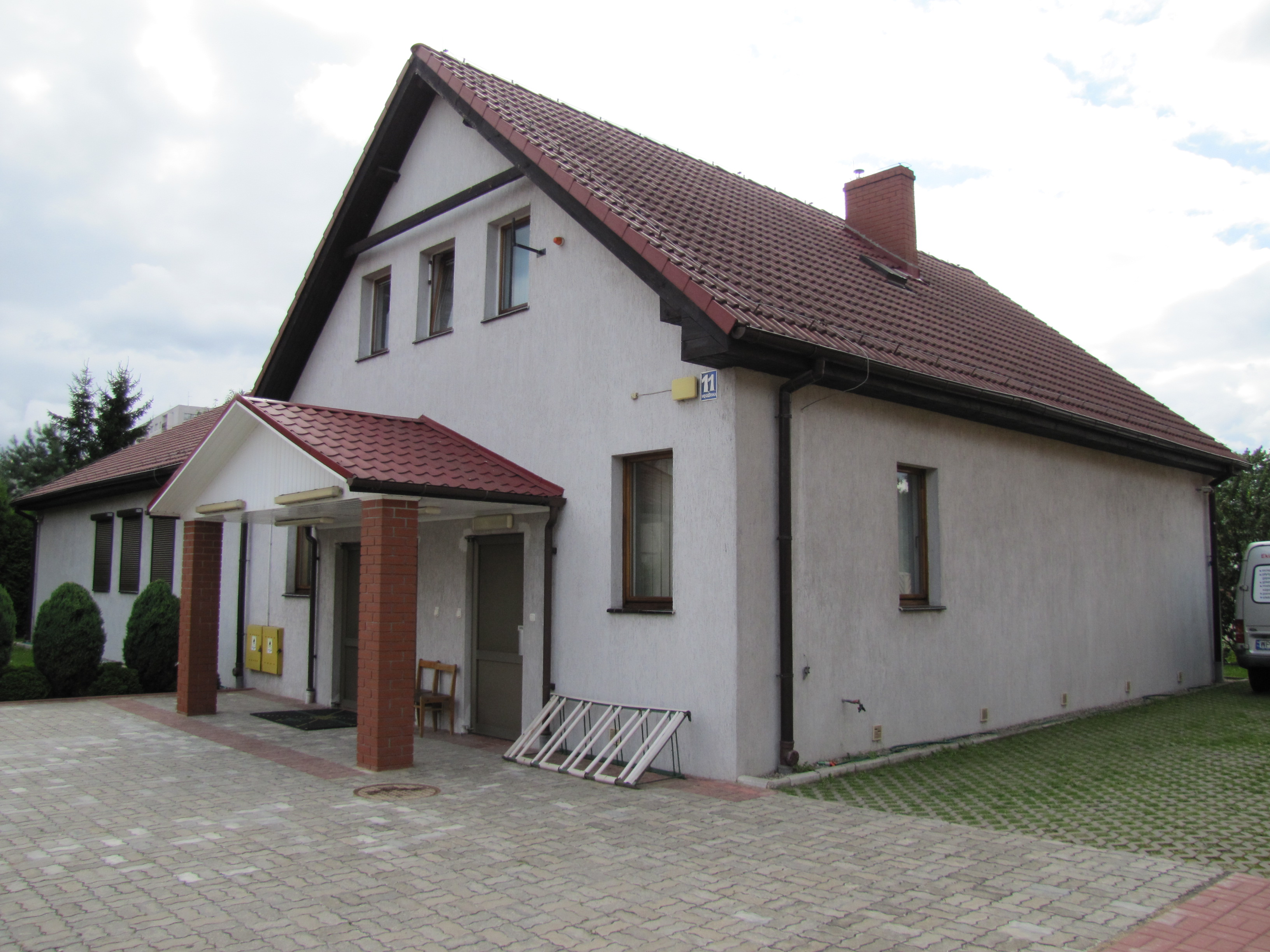
Sala Królestwa w Stargardzie

- powiat białogardzki: 3 zbory: Białogard, Karlino, Tychowo
- powiat choszczeński: 2 zbory: Choszczno–Wschód, Choszczno-Zachód,
- powiat drawski: 3 zbory: Drawsko Pomorskie (Sala Królestwa: Złocieniec), Kalisz Pomorski, Złocieniec
- powiat goleniowski: 3 zbory: Goleniów (Sala Królestwa: Mosty), Maszewo (oraz grupa polskojęzyczna na oddaleniu) (Sala Królestwa: Mosty), Nowogard
- powiat gryficki: 2 zbory: Gryfice, Trzebiatów
- powiat gryfiński: 4 zborów: Chojna, Gryfino–Stare Miasto, Gryfino–Wschód (Sala Królestwa: Żórawki)
- powiat kamieński: 3 zbory: Kamień Pomorski, Międzyzdroje, Wolin
- powiat kołobrzeski: 4 zbory: Gościno, Kołobrzeg–Centrum, Kołobrzeg–Wschód, Kołobrzeg–Zachód
- powiat koszaliński: 5 zborów: Będzino, Konikowo, Mielno–Strzeżenice (Sala Królestwa: Strzeżenice), Rosnowo, Sianów
- powiat łobeski: 2 zbory: Łobez, Resko
- powiat myśliborski: 5 zborów: Barlinek–Wschód, Barlinek–Zachód, Dębno–Wschód, Dębno–Zachód, Myślibórz
- powiat policki: 3 zbory: Police–Nowe Miasto, Police–Stare Miasto, Police–Centrum
- powiat pyrzycki: 1 zbór: Pyrzyce
- powiat sławieński: 2 zbory: Darłowo, Sławno
- powiat stargardzki: 4 zbory: Stargard–Centrum, Stargard–Południe, Stargard–Stare Miasto, Stargard–Zachód
- powiat szczecinecki: 4 zbory: Biały Bór, Borne Sulinowo, Szczecinek–Wschód, Szczecinek–Północ[107]
- powiat świdwiński: 2 zbory: Połczyn-Zdrój, Świdwin
- powiat wałecki: 2 zbory: Człopa, Wałcz[108].